# Erin Richards
Erin Richards, född den 12 december 1983, är en brittisk skådespelare.
Erin Richards är utbildad vid Royal Welsh College of Music and Drama. Hon har bland annat medverkat i TV-serierna Gotham där hon spelade en av huvudrollerna som Barbara Kean. I TV-serien Domare Claire Lewis spelade hon titelkaraktären Claire Lewis Jones.

## Filmografi (i urval)
- 2014–2019 – Gotham (TV-serie)
- 2025 – Domare Claire Lewis (TV-serie)